# Michelle Ward
Pour les articles homonymes, voir Ward.
Michelle Ward née le 2 août 1976 à Aldershot  dans le Hampshire, est une coureuse cycliste professionnelle anglaise.

## Palmarès sur piste

### Championnats du monde
- Bordeaux-Lac 1998
  - 13e de la course aux points
  - 14e de la poursuite

### Championnats d'Europe
- 1997
  - 8e du Championnat d'Europe d'omnium féminin
- 1998
  - 3e du Championnat d'Europe de poursuite espoirs

### Championnats nationaux
- 1996
  - 3e du scratch
- 1997
  -  Championne de Grande-Bretagne du scratch
  - 2e de la course aux points
  - 2e de la vitesse
  - 3e du 500 mètres
- 1998
  - 2e de la poursuite
  - 3e de la course aux points
- 1999
  - 2e de la course aux points

## Palmarès sur route
- 1999
  - 5e étape de Street-Skills Cycle Classic
- 2004
  - Cheshire Classic